# 威海衛の戦い
威海衛の戦い（いかいえいのたたかい、ウェイハイウェイのたたかい）は、日清戦争における戦闘である。その日本陸海軍共同作戦の目的は、第二期作戦（直隷決戦）にむけて制海権を完全に掌握するため、威海衛湾に立てこもる北洋艦隊の残存艦艇撃滅と海軍基地の制圧にあった。

## 概要

### 前哨戦

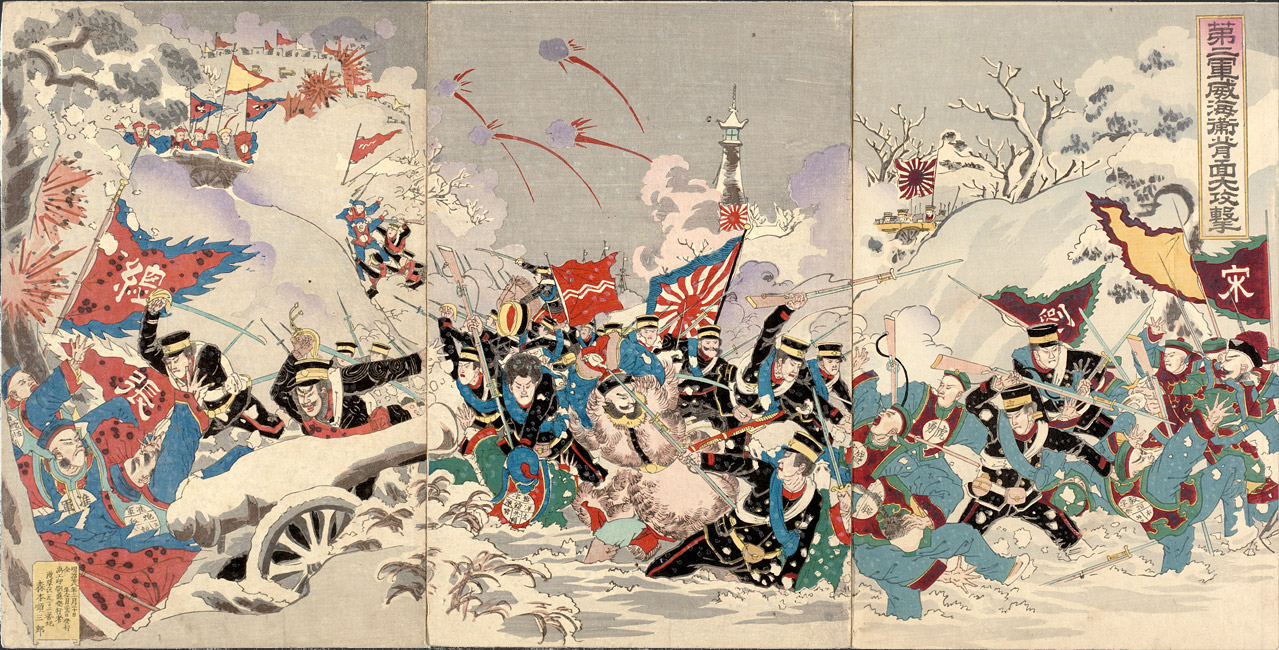
浮世絵『第二軍威海衛背面大攻撃』 中央の房付きの旭日旗は陸軍歩兵連隊の軍旗

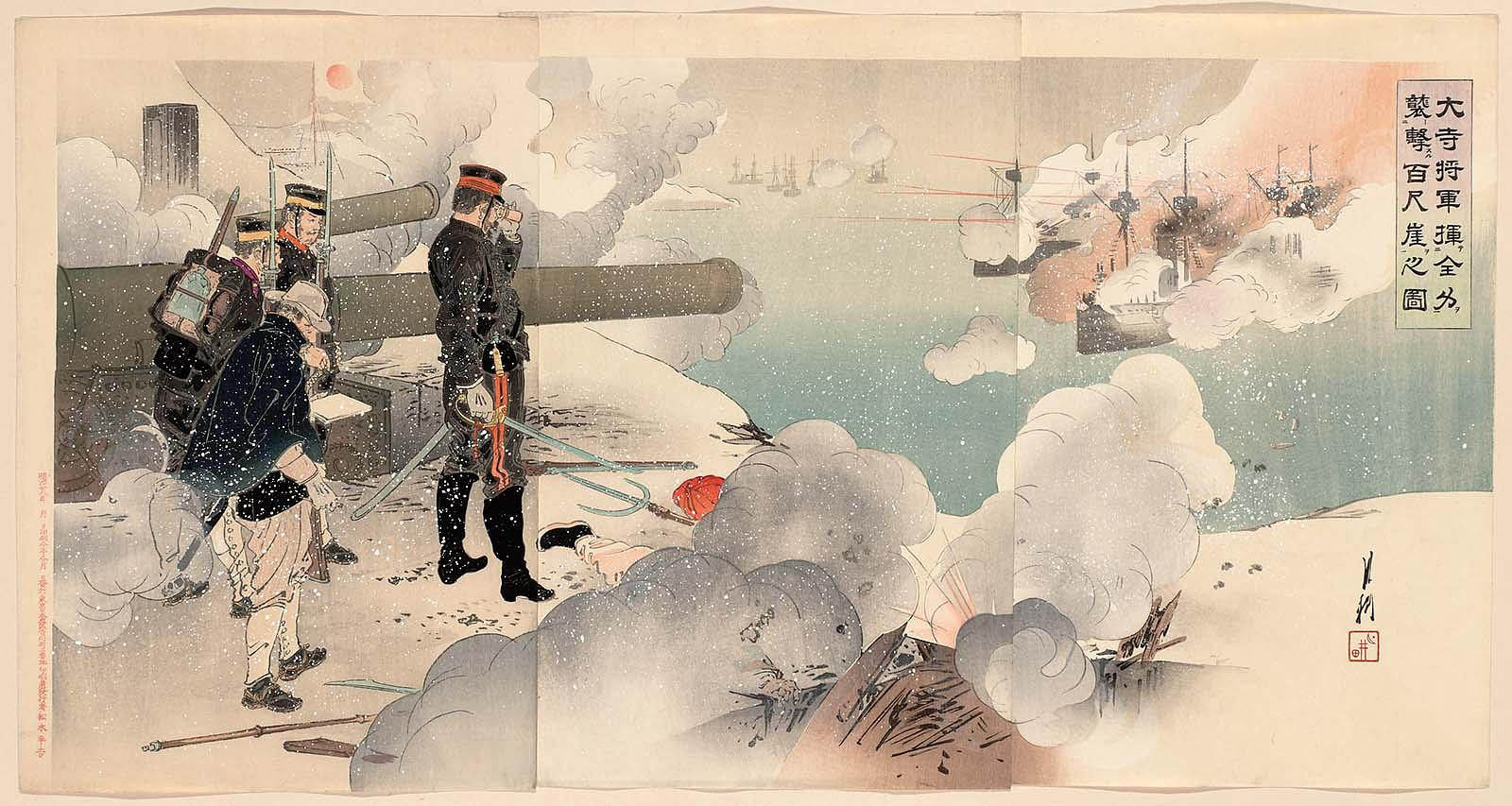
尾形月耕作「大寺将軍揮全力襲撃百尺崖之圖」ボストン美術館所蔵

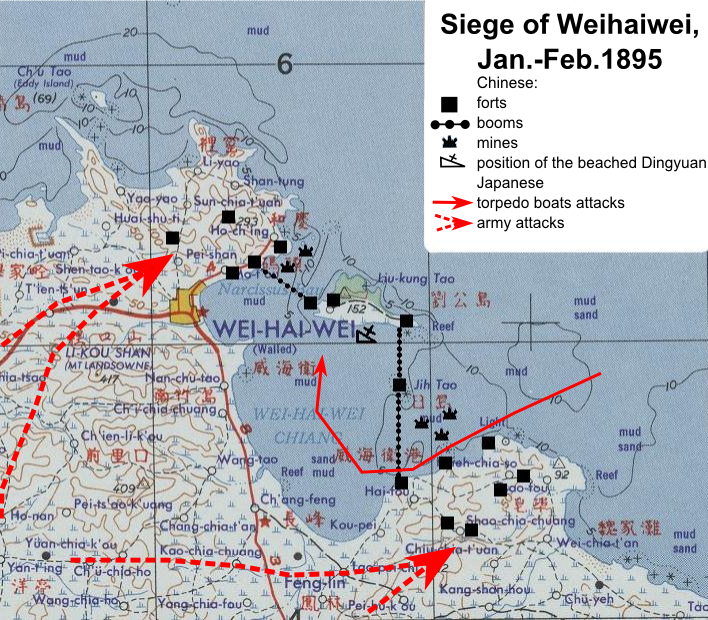
威海衛の戦いの概略図。赤実線が水雷艇の攻撃、赤点線が陸軍の攻撃

1895年（明治28年）1月20日、「八重山」など4艦の艦砲射撃による援護のもと、第1野戦電信隊と海軍陸戦隊が山東半島先端の成山角灯台を占領するとともに電信線を切断した。つづいて第2師団の歩兵第16連隊を先頭に第一次揚陸部隊が同日、栄城湾の東端に上陸し、栄城県城を占領した。翌21日に第2師団の残りが（ただし旅順にとどまった部隊もある）、22日に第6師団が上陸した。
1月25日、大山巌第2軍司令官が栄城県に到着。翌26日、第2師団を左縦隊（内陸側）に、第6師団を右縦隊（海岸線）に並進しはじめた。30日、第6師団は、百尺崖・摩天嶺での激戦をへて威海衛湾の南岸要塞群を攻略した（移動距離、約60km）。同日、第6師団の攻撃にあわせて第2師団は、南岸要塞群の西側、鳳林集の東南高地を攻略した。清軍は、防衛線の一角を破られたこともあり、威海衛市街とその周辺、北岸要塞群などを放棄して撤退した。2月2日までに第2師団は北岸要塞群などを無抵抗で占領した。威海衛湾の山東半島側が日本軍に占領された結果、湾の出入口にある要衝、劉公島と日島の守備隊、北洋艦隊の残存艦艇14隻が孤立することとなった。なお、1月30日、占領した百尺崖砲台にて望遠鏡で敵情視察中の歩兵第11旅団長大寺安純少将が敵艦の砲撃を受け戦死し、『二六新聞』記者遠藤又市も死亡した。

### 日本海軍による北洋艦隊襲撃
孤立しても、劉公島と日島の守備隊、北洋艦隊の主力艦は健在であり、視界に入る日本軍を「定遠」の30センチ砲などで砲撃した。日本軍では当初、陸軍が小口径の陸上砲で応戦するも、北洋艦隊の主力艦による艦砲射撃は圧倒的であり、地上からの攻撃による北洋艦隊制圧は難しいと判断して海軍（連合艦隊）に応援を要請し、海軍は水雷艇部隊を威海衛湾内へ突入させて襲撃する作戦を決行することでこれに応じた。
2月5日午前3時20分、2月4日の夜から闇にまぎれ、清軍によって仕掛けられていた防材をかわして威海衛湾内へ侵入した日本海軍の水雷艇部隊は予定どおり襲撃を決行、衝突事故を起こしながらも魚雷攻撃をもって攻撃を繰り返し、北洋艦隊の旗艦「定遠」を大破させ、「来遠」「威遠」等3隻を撃沈、9日の明け方にも日本軍は水雷艇部隊を威海衛湾内へ突入させ、2回目の襲撃を行って「靖遠」を撃沈した。
また、この攻撃において、日本軍では、ただ単に水雷艇を突入させるだけでなく、日本艦隊の艦砲と占領した湾対岸にある砲台の備砲が北洋艦隊の牽制を目的とした支援射撃を行った。
この日本海軍水雷艇部隊による北洋艦隊の襲撃を描写した『水雷艇の夜襲』という歌が、後に作られた。

### 清軍の降伏

「威海衝陥落北洋艦隊提督丁汝昌降伏ノ図」 右田年英画
ただし丁提督は降伏せずに「鎮遠」艦内で自殺しており、この絵は想像で描かれたもの。

日本艦隊の水雷艇部隊が防材をかわして泊地へ侵入し、北洋艦隊からの砲撃をものともせずに至近距離からの魚雷攻撃による襲撃を敢行するという事態に至って、威海衛湾に安全な場所はないと悟った清軍の水兵は反乱を起こし、清軍の陸兵と清国へ派遣されていた外国人軍事顧問は北洋艦隊の丁提督に降伏を求めた。2月11日、降伏を拒否していた丁提督は李鴻章に宛てて「艦沈ミ人尽キテ後チ己（や）マント決心セシモ、衆心？乱今ヤ奈何（いかん）トモスル能ワサル旨」と決別の打電を行った後に服毒自決した。翌12日には「定遠」艦長と劉公島の地上部隊指揮官も自決した。
抗戦派幹部の自決後、包囲されていた清側は、伊東祐亨連合艦隊司令長官に丁汝昌名義の請降書（2月12日付け）を提出した。14日、清軍の降伏と陸海軍将兵の解放について両軍が合意し、15日に調印が行われた。17日、清の陸兵すべてが日本軍の前哨線外に解放され、商船「康済号」が丁汝昌の亡骸と清国海軍将兵1,000名余りと、清国側の外国人軍事顧問将校を乗せて威海衛湾から出航した。作戦を完了した日本軍は、劉公島だけを保持することとし、砲台など軍事施設を爆破した。作戦に参加した第2･第6の両師団は、第二期作戦にそなえて旅順に移動した。
伊東長官が鹵獲艦船の中から商船「康済号」を外して丁汝昌の亡骸を最大の礼遇をもって扱い、また清の将兵の助命嘆願を容れたことは、当時の世界常識として例を見ない厚遇であった。

## 凍傷と食糧･燃料不足

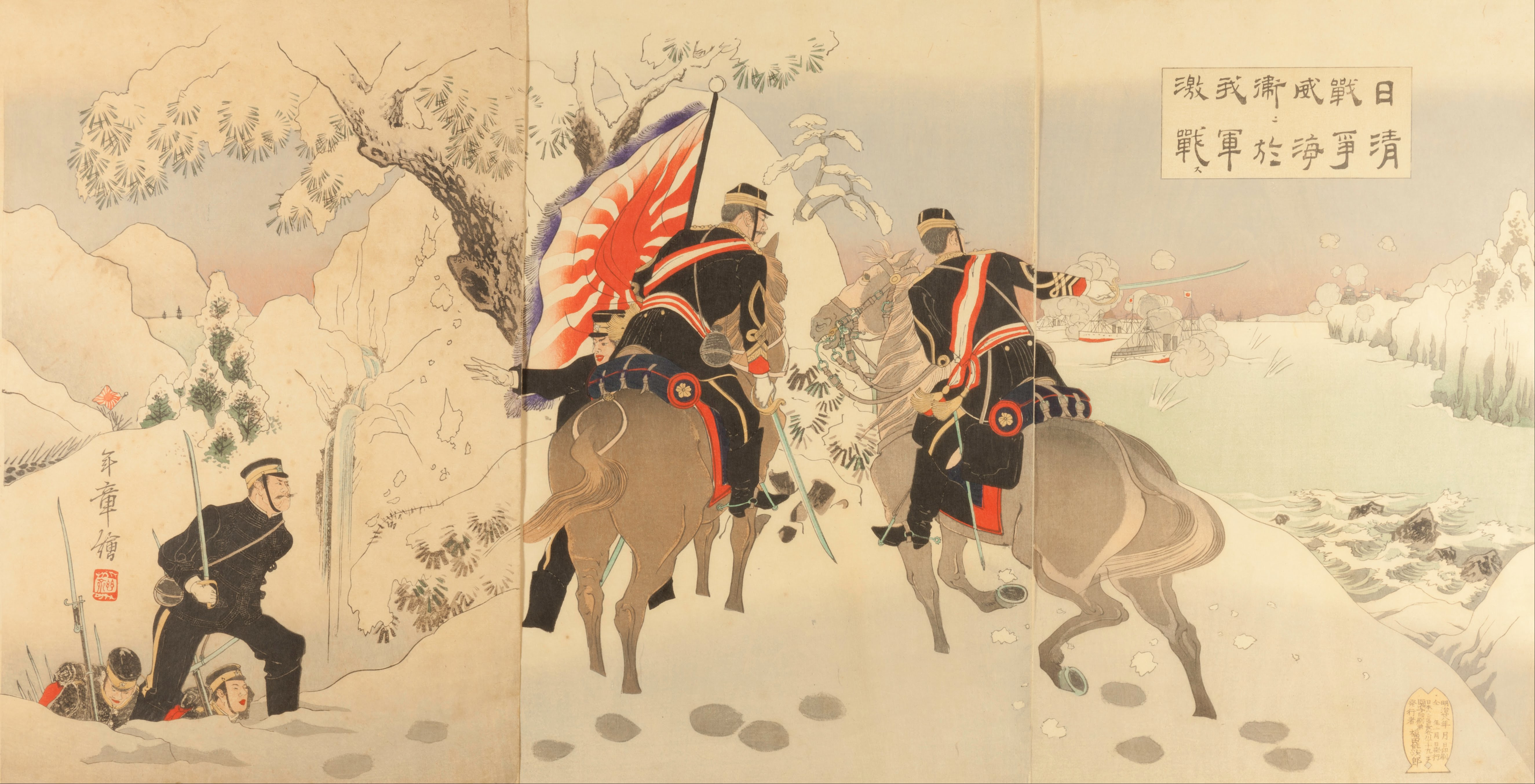
「日清戦争威海衛ニ於我軍激戦ス」 幽斎年章画

当時の日本軍は雪中戦において、しっかりした冬季装備と厳寒地での正しい防寒方法を持っていなかった上に、兵士は履きなれた草履を使用することが多く、民間人の軍夫は軍靴を支給されなかった。そのため、山東半島でも凍傷が多発した。
物資の輸送は、民間人の軍夫と徴用された清国人がひく徒歩車輌（大八車）で行われた。起伏のある未整備の道での輸送は苦労が多く、ときに7人で大八車を動かすこともあった。その上、弾薬輸送が優先されたため、前線で食糧と燃料が不足した。しかも威海衛は、水不足で炊飯にも苦しんだ。
この戦いに軍楽隊員として参加していた永井建子は、当時の体験を元に軍歌「雪の進軍」を発表した。